# Tore Ylwizaker
Tore Ylwizaker (ur. 16 sierpnia 1970, zm. 16 sierpnia 2024) – norweski muzyk, kompozytor i instrumentalista, a także producent muzyczny i inżynier dźwięku. Tore Ylwizaker znany był przede wszystkim z występów w zespole muzyki awangardowej Ulver, w którym pełnił funkcję keyboardzisty. Do zespołu dołączył w 1998 roku. Gościnnie wystąpił na płytach takich zespołów jak: Hagalaz' Runedance, Magenta, Fleurety i Mayhem. Z kolei jako producent muzyczny i inżynier dźwięku współpracował m.in. z zespołami: Arcturus, Fleurety, Slow Hard End, Lengsel i Runhild Gammelsæter.

## Dyskografia
- Dødsverk – Sjelefred (1996, Ironic Recordings, aranżacja)
- Slow Hard End – Chain Reaction (1996, Ironic Recordings, produkcja muzyczna)
- Ym-Stammen – Guden-I-Steinen (1997, Grappa, programowanie)
- Ulver – Themes from William Blake’s The Marriage of Heaven and Hell (1998, Jester Records)
- Hagalaz' Runedance – Urd - That Which Was (EP, 1999, Well of Urd, gościnnie)
- Ulver – Metamorphosis (EP, 1999, Jester Records)
- Mayhem – Grand Declaration of War (2000, Season of Mist, gościnnie)
- Ulver – Perdition City (2000, Jester Records)
- Fleurety – Department of Apocalyptic Affairs (2000, Supernal Music, gościnnie)
- Lengsel – Solace (2000, Endtime Productions, inżynieria dźwięku, miksowanie)
- Ulver – Silence Teaches You How to Sing (EP, 2001, Jester Records)
- Ulver – Silencing the Singing (EP, 2001, Jester Records)
- Arcturus – The Sham Mirrors (2002, Ad Astra, miksowanie)
- Ulver – Lyckantropen Themes (2002, Jester Records)
- Magenta – Little Girl Lost (2002, Re:Pop, gościnnie)
- Ulver – A Quick Fix of Melancholy (EP, 2003, Jester Records)
- Ulver – Svidd Neger (2003, Jester Records)
- Ulver – Blood Inside (2005, Jester Records)
- Ulver – Shadows of the Sun (2007, Jester Records)
- Runhild Gammelsæter – Amplicon (2008, Utech Records, produkcja muzyczna, miksowanie)
- Fleurety – Evoco Bestias (EP, 2010, Aesthetic Death, inżynieria dźwięku, miksowanie)
- Ulver – Wars of the Roses (2011, Jester Records)